# Loyola Sport Club
El Loyola Sport Club, hoy conocido como Colegio San Ignacio de Loyola, es un club de fútbol infantil con sede en Caracas, Venezuela. Fue fundado por el P. Feliciano Gastaminza, en el año 1923. En la era profesional, solo disputó la temporada de 1958 bajo el nombre Estudiantes Fútbol Club, debutando el 24 de agosto de ese año con victoria 2:0 ante el Deportivo Portugués. 
Actualmente poseen más de quinientos jugadores dentro de la disciplina, compitiendo en varias ligas infantiles de la capital, como la Liga Deportiva Colegial de Caracas, la Liga César del Vecchio, la Liga Hermano Calvo y la Liga Lides Premier.

## Historia

### Amateurismo
Loyola Sport Club había participado en los torneos del Distrito Federal desde el año 1923 y desde 1926 en primera división, 4 títulos y 5 subcampeonatos en Primera era su palmarés. Con La Salle los dos equipos que mayor interés despertaban entre los fanáticos, los clásicos “colegiales” eran los partidos más esperados del año.
Durante su participación en la era amateur de la Primera División de Venezuela consiguió 4 títulos amateur (1925, 1943, 1944 y 1948) y 5 subcampeonatos (1942, 1945, 1951, 1952 y 1954). En el año 1956 decide retirarse de la Primera División, dejando al fútbol capitalino sin su “Clásico”.

### Profesionalismo
Ya en el primer torneo de la Liga Mayor (1957), corrió el rumor de la participación del equipo Loyola, lo que fue negado por el colegio, sin embargo la base criolla de la Universidad Central quien fue campeón de ese torneo, eran exjugadores del Loyola.
Para este segundo torneo surge la idea de parte de un grupo de exalumnos de ver al conjunto “Loyaltarra” compitiendo de nuevo en lo más alto de fútbol nacional, unos como jugadores y otros como directivos pero todos dispuestos a defender los sus colores.
El 22 de agosto de 1958, en rueda de prensa,  se anuncia la creación y participación de “Estudiantes F.C.” en el torneo de la Liga Mayor de Fútbol, el encargado de dar los detalles fue Carlos “Cojito” Rodríguez. 25000 bolívares como capital y la disposición de gastar lo necesario para convertirlo en un equipo importante.
Una base de jugadores criollos como: Freddy Brandt, Douglas Vidal, Gastón Monterola, Carlos “cojito” Rodríguez, César Díaz entre otros, los brasileños Ismael, Jorge Farah y Rui Carias, los españoles Luis y Rodolfo Noya, todos bajo la dirección de Triki.
Aunque en la actualidad ya no participan en el fútbol profesional, tienen un amplio recorrido en categorías infantiles y regionales.

## Palmarés

### Era amateur
- Primera División de Venezuela (4): 1925, 1943, 1944 y 1948.
- Subcampeón de la Primera División de Venezuela (5): 1942, 1945, 1951, 1952 y 1954.